# Curtești
Curtești là một xã thuộc hạt Botoșani, România. Dân số thời điểm năm 2002 là 4357 người.